# Terrell McIntyre
Terrell McIntyre, né le 18 octobre 1977 à Fayetteville, est un joueur de basket-ball évoluant au poste de meneur de jeu.

## Biographie
Il évolue désormais au club du Montepaschi Sienne qui l'avait recruté au Pallacanestro Reggiana après un passage à Gravelines lors de la saison 1999-2000. 
C'est un meneur gestionnaire (meilleur passeur de son équipe) mais peut aussi se montrer un scoreur redoutable (24 points dans un match d'euroligue en 2008-2009). Sa capacité à visionner le jeu, à marquer et à passer (4 passes décisives de moyenne en 2008-2009) en a fait un des meilleurs meneurs évoluant en Europe malgré sa petite taille (1,75m).
Il est de plus d'une adresse à trois points très satisfaisante. Son point fort réside dans son premier pas qui le rend très redoutable dans ses drives.
Enfin, sa défense est elle aussi très bonne (2 interceptions de moyennes en 2008-2009).

## récompenses
- Nommé dans le premier cinq de l'Euroligue en 2007-2008[1]
- Nommé dans le premier cinq de l'Euroligue en 2008-2009[2]